# Тома, Александру
Алекса́ндру То́ма (рум. Alexandru Toma, настоящее имя Соломон Москович рум. Solomon Moscovici; 11 февраля 1875, Урзичени, Румыния — 15 августа 1954, Бухарест, Румыния) — румынский писатель, поэт, журналист и переводчик. Отец журналиста Сорина Томы (1914—2016). Член Румынской академии (1948).

## Биография
Родился в еврейской семье в Урзичени, Румыния, где его отец, Лейбу Москович, работал торговцем. Другой сын Лейбу, Зейлик, был отцом Виргилиу Московича, который также выбрал карьеру писателя в межвоенный период, опубликовав несколько своих произведений под псевдонимом Виргилиу Монда.
Окончил Бухарестский университет. Начинал как романтик и символист, на которого оказал влияние Михай Эминеску. Активно выступал также как переводчик. Рано был вовлечён в леворадикальные социалистические круги. В 1933 году становится членом Румынской коммунистической партии. В годы правления Антонеску подвергался репрессиям как марксист, антифашист и еврей. После образования Румынской народной республики стал одним из официальных поэтов и членом Румынской академии. Наряду с Михаилом Садовяну провозглашён одним из основоположников соцреализма в румынской литературе. Известен участием в травле писателя Тудора Аргези, которую вёл его сын. На русский язык стихи Томы перевела в 1956 году Анна Ахматова.

## Сочинения
- Стихи / Poezii, 1926.
- Под лучами новых времён / Ne vine dreptatea, 1944.
- К нам грядёт справедливость /  1945.
- Поэмы Горького /  1945.
- Огни на вершинах / Placări pe culmi, 1946.
- Pușkin, făclie peste vremi, 1949.
- Песнь жизни / Cântul vieții, 1950.
- Poezii alese, 1952.
- Poezii alese, Editura Tineretului, 1953.
- Избранное. (пер. с рум.) — М., 1956.